# Трусковская, Надежда Степановна
Надежда Степановна Трусковская (бел. Надзея Сцяпанаўна Трускоўская; 14 октября 1922, Остухово — 13 мая 2007) — советская колхозница. Герой Социалистического Труда (1966).

## Биография
Надежда Трусковская родилась 14 октября 1922 года в польском селе Остухово (сейчас Кореличского района Гродненской области Белоруссии).
В 1949—1956 годах работала полеводом в колхозе «Новая жизнь» Кореличского района, в 1956—1977 годах руководила льноводческим звеном. Постепенно добилась урожайности льноволокна 12 центнеров с гектара, обеспечивая его сдачу не менее чем восемнадцатым номером. С одного гектара льна доходы колхоза составляли до 5000 рублей.
30 апреля 1966 года Указом Президиума Верховного Совета СССР за успехи, достигнутые в увеличении производства и заготовок льна, удостоена звания Героя Социалистического Труда с вручением ордена Ленина и золотой медали «Серп и Молот».
Работала звеньевой до выхода на пенсию.
Жила в Остухово.
Умерла 13 мая 2007 года.
Награждена медалями.

## Память
В Кореличском районе сельхозпредприятия высокой культуры земледелия награждают переходящим призом имени Героя Социалистического Труда Надежды Трусковской.